# Vladimír Weiss (1964)
Vladimír Weiss (Bratislava, 22 september 1964) is een voormalig profvoetballer uit Slowakije, die na zijn actieve loopbaan aan de slag ging als voetbalcoach.
Sinds 1 juli 2008 was hij bondscoach van het Slowaaks voetbalelftal, dat zich onder zijn leiding voor het eerst wist te plaatsen voor de eindronde van een WK voetbal (2010). Zijn zoon Vladimír Weiss (1989) is eveneens profvoetballer en maakte zijn opwachting in de nationale ploeg in 2009 onder leiding van Weiss senior. Diens vader Vladimír Weiss (1939) was eveneens voetballer.

## Clubcarrière
Weiss speelde profvoetbal als aanvallende middenvelder voor achtereenvolgens Agro Hurbanovo (1984-1986), FK Inter Bratislava (1986-1993), Sparta Praag (1993), Petra Drnovice (1993), DAC Dunajská Streda (1994), 1. FC Košice (1995-1996) en Artmedia Petržalka (1996-2000).

## Interlandcarrière
Weiss kwam gedurende zijn loopbaan negentien keer (één doelpunt) uit voor het Tsjecho-Slowaaks voetbalelftal, met wie hij in 1990 deelnam aan het WK voetbal in Italië. Na de onafhankelijkheid van zijn vaderland speelde hij twaalf keer voor het Slowaaks voetbalelftal. Hij scoorde eenmaal in de periode 1993-1995; dat was tijdens zijn debuutwedstrijd op 2 februari 1994 in de vriendschappelijke wedstrijd in Sharjah tegen de Verenigde Arabische Emiraten.

## Coachcarrière
Als trainer-coach van Artmedia Petržalka won Weiss tweemaal de Slowaakse landstitel in de Corgoň Liga (2004-05 en 2007-08). Met diezelfde club won hij eveneens twee keer de nationale beker: in 2004 en 2008. Als bondscoach trad hij aan op 1 juli 2008 als opvolger van Ján Kocian, die er niet in was geslaagd de nationale ploeg naar het EK voetbal 2008 te loodsen.
Onder leiding van Weiss wist Slowakije zich te kwalificeren voor het WK voetbal 2010 in Zuid-Afrika door op 14 oktober 2009 met 1-0 te winnen van en in Polen in de laatste en beslissende kwalificatiewedstrijd. Bij de WK-eindronde baarde Slowakije opzien door titelverdediger Italië in de voorronde met 3-2 te verslaan en de laatste zestien te bereiken. De ploeg werd uiteindelijk uitgeschakeld door de latere vice-wereldkampioen Nederland, dat het knock-outduel op 28 juni met 2-1 won in Durban. Begin 2012 nam hij ontslag, nadat Slowakije zich niet had weten te plaatsen voor de EK-eindronde in Polen en Oekraïne.
| Interlands Slowakije onder leiding van Vladimír Weiss | Interlands Slowakije onder leiding van Vladimír Weiss | Interlands Slowakije onder leiding van Vladimír Weiss | Interlands Slowakije onder leiding van Vladimír Weiss | Interlands Slowakije onder leiding van Vladimír Weiss | Interlands Slowakije onder leiding van Vladimír Weiss |
| №                                                     | Datum                                                 | Wedstrijd                                             | Uitslag                                               | Competitie                                            |                                                       |
| ----------------------------------------------------- | ----------------------------------------------------- | ----------------------------------------------------- | ----------------------------------------------------- | ----------------------------------------------------- | ----------------------------------------------------- |
| 1                                                     | 20.08.2008                                            | Slowakije − Griekenland                               | 0 − 2                                                 | Vriendschappelijk                                     |                                                       |
| 2                                                     | 06.09.2008                                            | Slowakije − Noord-Ierland                             | 2 − 1                                                 | WK-kwalificatie                                       |                                                       |
| 3                                                     | 10.09.2008                                            | Slovenië − Slowakije                                  | 2 − 1                                                 | WK-kwalificatie                                       |                                                       |
| 4                                                     | 11.10.2008                                            | San Marino − Slowakije                                | 1 − 3                                                 | WK-kwalificatie                                       |                                                       |
| 5                                                     | 15.10.2008                                            | Slowakije − Polen                                     | 2 − 1                                                 | WK-kwalificatie                                       |                                                       |
| 6                                                     | 19.11.2008                                            | Slowakije − Liechtenstein                             | 4 − 0                                                 | Vriendschappelijk                                     |                                                       |
| 7                                                     | 10.02.2009                                            | Slowakije − Oekraïne                                  | 2 − 3                                                 | Vriendschappelijk                                     |                                                       |
| 8                                                     | 11.02.2009                                            | Cyprus − Slowakije                                    | 3 − 2                                                 | Vriendschappelijk                                     |                                                       |
| 9                                                     | 28.03.2009                                            | Engeland − Slowakije                                  | 4 − 0                                                 | Vriendschappelijk                                     |                                                       |
| 10                                                    | 01.04.2009                                            | Tsjechië − Slowakije                                  | 1 − 2                                                 | WK-kwalificatie                                       |                                                       |
| 11                                                    | 06.06.2009                                            | Slowakije − San Marino                                | 7 − 0                                                 | WK-kwalificatie                                       |                                                       |
| 12                                                    | 12.08.2009                                            | IJsland − Slowakije                                   | 1 − 1                                                 | Vriendschappelijk                                     |                                                       |
| 13                                                    | 05.09.2009                                            | Slowakije − Tsjechië                                  | 2 − 2                                                 | WK-kwalificatie                                       |                                                       |
| 14                                                    | 09.09.2009                                            | Noord-Ierland − Slowakije                             | 0 − 2                                                 | WK-kwalificatie                                       |                                                       |
| 15                                                    | 10.10.2009                                            | Slowakije − Slovenië                                  | 0 − 2                                                 | WK-kwalificatie                                       |                                                       |
| 16                                                    | 14.10.2009                                            | Polen − Slowakije                                     | 0 − 1                                                 | WK-kwalificatie                                       |                                                       |
| 17                                                    | 14.11.2009                                            | Slowakije − Verenigde Staten                          | 1 − 0                                                 | Vriendschappelijk                                     |                                                       |
| 18                                                    | 17.11.2009                                            | Slowakije − Chili                                     | 1 − 2                                                 | Vriendschappelijk                                     |                                                       |
| 19                                                    | 03.03.2010                                            | Slowakije − Noorwegen                                 | 0 − 1                                                 | Vriendschappelijk                                     |                                                       |
| 20                                                    | 29.05.2010                                            | Kameroen − Slowakije                                  | 1 − 1                                                 | Vriendschappelijk                                     |                                                       |
| 21                                                    | 05.06.2010                                            | Slowakije − Costa Rica                                | 3 − 0                                                 | Vriendschappelijk                                     |                                                       |
| 22                                                    | 15.06.2010                                            | Nieuw-Zeeland − Slowakije                             | 1 − 1                                                 | WK-eindronde                                          |                                                       |
| 23                                                    | 20.06.2010                                            | Slowakije − Paraguay                                  | 0 − 2                                                 | WK-eindronde                                          |                                                       |
| 24                                                    | 24.06.2010                                            | Slowakije − Italië                                    | 3 − 2                                                 | WK-eindronde                                          |                                                       |
| 25                                                    | 28.06.2010                                            | Nederland − Slowakije                                 | 2 − 1                                                 | WK-eindronde                                          |                                                       |
| 26                                                    | 11.08.2010                                            | Slowakije − Kroatië                                   | 1 − 1                                                 | Vriendschappelijk                                     |                                                       |
| 27                                                    | 03.09.2010                                            | Slowakije − Macedonië                                 | 1 − 0                                                 | EK-kwalificatie                                       |                                                       |
| 28                                                    | 07.09.2010                                            | Rusland − Slowakije                                   | 0 − 1                                                 | EK-kwalificatie                                       |                                                       |
| 29                                                    | 08.10.2010                                            | Armenië − Slowakije                                   | 3 − 1                                                 | EK-kwalificatie                                       |                                                       |
| 30                                                    | 12.10.2010                                            | Slowakije − Ierland                                   | 1 − 1                                                 | EK-kwalificatie                                       |                                                       |
| 31                                                    | 17.11.2010                                            | Slowakije − Bosnië en Herzegovina                     | 2 − 3                                                 | Vriendschappelijk                                     |                                                       |
| 32                                                    | 09.02.2011                                            | Luxemburg − Slowakije                                 | 2 − 1                                                 | Vriendschappelijk                                     |                                                       |
| 33                                                    | 26.03.2011                                            | Andorra − Slowakije                                   | 0 − 1                                                 | EK-kwalificatie                                       |                                                       |
| 34                                                    | 29.03.2011                                            | Slowakije − Denemarken                                | 1 − 2                                                 | Vriendschappelijk                                     |                                                       |
| 35                                                    | 04.06.2011                                            | Slowakije − Andorra                                   | 1 − 0                                                 | EK-kwalificatie                                       |                                                       |
| 36                                                    | 10.08.2011                                            | Oostenrijk − Slowakije                                | 1 − 2                                                 | Vriendschappelijk                                     |                                                       |
| 37                                                    | 02.09.2011                                            | Ierland − Slowakije                                   | 0 − 0                                                 | EK-kwalificatie                                       |                                                       |
| 38                                                    | 06.09.2011                                            | Slowakije − Armenië                                   | 0 − 4                                                 | EK-kwalificatie                                       |                                                       |
| 39                                                    | 07.10.2011                                            | Slowakije − Rusland                                   | 0 − 1                                                 | EK-kwalificatie                                       |                                                       |
| 40                                                    | 11.10.2011                                            | Macedonië − Slowakije                                 | 1 − 1                                                 | EK-kwalificatie                                       |                                                       |

Inmiddels was hij al in dienst getreden als coach van Slovan Bratislava, waar hij na een seizoen opstapte. Bij de nationale ploeg werd hij opgevolgd door Michal Hipp. Op 14 maart 2016 werd hij aangesteld als bondscoach van Georgië. Hij volgde Kachaber Tschadadze op. Die had de ploeg niet naar het EK voetbal 2016 weten te loodsen.
| Interlands Georgië onder leiding van Vladimír Weiss | Interlands Georgië onder leiding van Vladimír Weiss | Interlands Georgië onder leiding van Vladimír Weiss | Interlands Georgië onder leiding van Vladimír Weiss | Interlands Georgië onder leiding van Vladimír Weiss | Interlands Georgië onder leiding van Vladimír Weiss |
| №                                                   | Datum                                               | Wedstrijd                                           | Uitslag                                             | Competitie                                          |                                                     |
| --------------------------------------------------- | --------------------------------------------------- | --------------------------------------------------- | --------------------------------------------------- | --------------------------------------------------- | --------------------------------------------------- |
| 1                                                   | 29.03.2016                                          | Georgië − Kazachstan                                | 1 − 1                                               | Vriendschappelijk                                   |                                                     |
| 2                                                   | 27.05.2016                                          | Slowakije − Georgië                                 | 3 − 1                                               | Vriendschappelijk                                   |                                                     |
| 3                                                   | 03.06.2016                                          | Roemenië − Georgië                                  | 5 − 1                                               | Vriendschappelijk                                   |                                                     |
| 4                                                   | 07.06.2016                                          | Spanje − Georgië                                    | 0 − 1                                               | Vriendschappelijk                                   |                                                     |
| 5                                                   | 05.09.2016                                          | Georgië − Oostenrijk                                | 2 − 1                                               | WK-kwalificatie                                     |                                                     |
| 6                                                   | 06.10.2016                                          | Ierland − Georgië                                   | 1 − 0                                               | WK-kwalificatie                                     |                                                     |
| 7                                                   | 09.10.2016                                          | Wales − Georgië                                     | 1 − 1                                               | WK-kwalificatie                                     |                                                     |
| 8                                                   | 12.11.2016                                          | Georgië − Moldavië                                  | 1 − 1                                               | WK-kwalificatie                                     |                                                     |
| 9                                                   | 23.01.2017                                          | Oezbekistan − Georgië                               | 2 − 2                                               | Vriendschappelijk                                   |                                                     |
| 10                                                  | 25.01.2017                                          | Jordanië − Georgië                                  | 1 − 0                                               | Vriendschappelijk                                   |                                                     |
| 11                                                  | 24.03.2017                                          | Georgië − Servië                                    | 1 − 3                                               | WK-kwalificatie                                     |                                                     |
| 12                                                  | 28.03.2017                                          | Georgië − Letland                                   | 5 − 0                                               | Vriendschappelijk                                   |                                                     |
| 13                                                  | 07.06.2017                                          | Georgië − Saint Kitts en Nevis                      | 3 − 0                                               | Vriendschappelijk                                   |                                                     |
| 14                                                  | 11.06.2017                                          | Moldavië − Georgië                                  | 2 − 2                                               | WK-kwalificatie                                     |                                                     |
| 15                                                  | 02.09.2017                                          | Georgië − Ierland                                   | 1 − 1                                               | WK-kwalificatie                                     |                                                     |
| 16                                                  | 05.09.2017                                          | Oostenrijk − Georgië                                | 1 − 1                                               | WK-kwalificatie                                     |                                                     |
| 17                                                  | 06.10.2017                                          | Georgië − Wales                                     | 0 − 1                                               | WK-kwalificatie                                     |                                                     |
| 18                                                  | 09.10.2017                                          | Servië − Georgië                                    | 1 − 0                                               | WK-kwalificatie                                     |                                                     |
| 19                                                  | 10.11.2017                                          | Georgië − Cyprus                                    | 1 − 0                                               | Vriendschappelijk                                   |                                                     |
| 20                                                  | 13.11.2017                                          | Georgië − Wit-Rusland                               | 2 − 2                                               | Vriendschappelijk                                   |                                                     |
| 21                                                  | 24.03.2018                                          | Georgië − Litouwen                                  | 4 − 0                                               | Vriendschappelijk                                   |                                                     |
| 22                                                  | 27.03.2018                                          | Georgië − Estland                                   | 2 − 0                                               | Vriendschappelijk                                   |                                                     |